# Martin Sander (Paläontologe)
Paul Martin Sander (* 1960 in Würzburg) ist ein deutscher Wirbeltier-Paläontologe und Paläobiologe, der sich mit Dinosauriern und Meeressauriern befasst. Sein spezielles Forschungsthema ist die Evolution von Gigantismus.

## Leben
Martin Sander ging in Freiburg im Breisgau zur Schule und studierte an der dortigen Universität (Vordiplom Geologie) und ab 1982 an der University of Texas at Austin Geologie (Master-Abschluss 1984). Er promovierte 1988 in Paläontologie bei Olivier Rieppel an der Universität Zürich (über Pachypleurosauria vom Monte San Giorgio: The pachypleurosaurids (Reptilia: Nothosauria) from the Middle Triassic of Monte San Giorgio (Switzerland) with the description of a new species) und war ab 1990 an der Universität Bonn, wo er sich 1995 bei Wighart von Koenigswald habilitierte (The microstructure of reptilian tooth enamel: terminology, function, and phylogeny). Er war dort 1993 bis 2007 Kustos am Institut für Paläontologie und Goldfuß-Museum und ab 2007 Professor für Wirbeltier-Paläontologie.
Ab 2018 hat er eine Forschungs-Gastprofessur an der Hefei University of Technology und ist seit 2018 Sprecher der DFG-Forschungsgruppe „Fossilisation“. Er war von 2011 bis 2020 im wissenschaftlichen Beirat des Museums Koenig in Bonn und war dessen Leiter von 2014 bis 2020. 2019 bis 2021 war er dort Gastkurator für die Ausstellung Groß, Größer, Dinosaurier. Ab 2014 ist er Gastwissenschaftler am Natural History Museum of Los Angeles County.
Sander beschäftigt sich seit 2003 als Initiator und Sprecher der von der DFG unterstützten interdisziplinären Arbeitsgruppe Biology of Sauropod Dinosaurs - the Evolution of Gigantism mit der Frage, warum Sauropoden die nach gängigen Theorien erwartete Grenzen für Landtiere von etwa 10 Tonnen stark überschritten und 50 bis 100 Tonnen erreichten. Ihr Gigantismus entwickelte sich Ende der Trias in wenigen Millionen Jahren. Zu den Hypothesen gehören Luftsäcke im Körper, die das Skelett leichter machten, für bessere Sauerstoffaufnahme in der Lunge (ähnlich wie bei Vögeln) sorgten und zur Lösung des Kühlungsproblems beitrugen. Aufgrund ihrer Größe konnten die Sauropoden neue Nahrungsquellen erschließen (wie Araucarien-Nadelbäume). Weitere Aspekte waren eine hohe Zahl von Eiern und Einsparung bei der Aufzucht des Nachwuchses, ein schnelles Wachstum und die Tatsache, dass die Nahrung nicht gekaut, sondern geschluckt wurde (Einsparung von Zähnen, Kaumuskeln, Zeitersparnis). Hinweise auf eine Anpassung des Stoffwechsels im Lauf des Wachstums fanden sich in den Knochen. Nach Sander und Kollegen deutet die Flexibilität des Stoffwechsels darauf, dass die Sauropoden „warmblütig“ waren, was 2011 durch Untersuchung der Isotopenzusammensetzung der Zähne durch Robert Eagle und Kollegen bestätigt wurde – sie fanden Körpertemperaturen zwischen 36 und 38 Grad Celsius.
Nachdem Sander mit seinem Schweizer Kollegen Marcus Clauss schon 2008 erste Ergebnisse des Projekts in Science veröffentlichte, gab er 2011 mit Kollegen ein Buch über die Biologie von Sauropoden heraus. 2011 war er Gastkurator (neben Mark Norell) in der Ausstellung über Sauropoden des American Museum of Natural History.
Sander bearbeitete die Funde von Europasaurus aus dem Oberen Jura des nördlichen Harzrandes, gefunden 1998, die mit lediglich rund 6 Metern Länge „Miniaturausgaben“ von Sauropoden sind, möglicherweise auf Inseln zu diesen Zwergformen entwickelt (Inselverzwergung). An der Ausgrabungsstelle wurden viele Dinosaurierreste (unter anderem vom Schädel, und auch gleichzeitig Fußspuren) gefunden.
Er befasst sich außerdem mit der frühen Evolution und dem Gigantismus von Ichthyosauriern. 2021 beschrieben Sander und Kollegen einen zwei Meter messenden Ichthyosaurier-Schädel, der zeigt, dass Ichthyosaurier nur wenige Millionen Jahre nach ihrem erstmaligen Auftreten gigantische Größen erreicht haben. Sander beschäftigte sich zudem unter anderem mit den Zähnen von Dinosauriern und den Entstehungsbedingungen (Taphonomie) der berühmten Plateosaurier-Fundstellen in Deutschland.
Martin Sander ist mit der Paläobotanikerin Carole Gee verheiratet und hat drei Kinder.

## Schriften
- Herausgeber mit Nicole Klein, Kristian Remes, Carole T. Gee Biology of the sauropod dinosaurs: Understanding the life of giants, Indiana University Press 2011
- Beiträge zu W. Westheide, R. Rieger (Herausgeber), Spezielle Zoologie, G. Fischer 2003
- mit Marcus Clauss Perspective: Sauropod dinosaur gigantism. Science, Band 322, 2008, S. 200–201.
- Zeitreise ins Erdmittelalter - Die Paläobiologie der Dinosaurier in Gerold Wefer (Herausgeber), Expedition Erde. Beiträge zum Jahr der Geowissenschaften 2002. Universität Bremen, S. 134–145,
- Long bone histology of the Tendaguru sauropods: Implications for growth and biology. Paleobiology, Band 26, 2000, S. 466–488.
- Life history of Tendaguru sauropods as inferred from long bone histology. Geowissenschaftliche Reihe (Mitteilungen Museum für Naturkunde in Berlin), Band 2, 1999, S. 103–112
- Ichthyosauria: their diversity, distribution, and phylogeny, Paläontologische Zeitschrift, Band 74, 2000, S. 1–35.
- Die Plateosaurus-Friedhöfe im Keuper: Belege für einen Massentod ?, in V. Wilde, N. Hauschke (Hrsg.): Die Trias. Eine ganz andere Welt. Mitteleuropa im frühen Erdmittelalter. Verlag Dr. Friedrich Pfeil, München, S. 419–425.
- Riesen an Land und Fischsaurier in U. Gansloßer Spitzenleistungen - Die unglaublichen Fähigkeiten der Tiere. Filander Verlag, Fürth, 1999
- Teeth and jaws, in Philip Currie, Padian (Herausgeber) Encyclopedia of Dinosaurs, Academic Press 1997
- Reptilien, Enke Verlag, 1994
- Keuper und Lias der Tongrube Frick, in: Werner K. Weidert, Klassische Fundstellen der Paläontologie, Band 2, Goldschneck Verlag 1990